# Adventure Island: The Beginning
 (mars 2020).
Si vous disposez d'ouvrages ou d'articles de référence ou si vous connaissez des sites web de qualité traitant du thème abordé ici, merci de compléter l'article en donnant les références utiles à sa vérifiabilité et en les liant à la section « Notes et références ».
Adventure Island: The Beginning est un jeu vidéo de plates-formes par Hudson Soft, sorti en 2009 sur la plate-forme de téléchargement WiiWare.